# Roraima-Kreischeule
Die Roraima-Kreischeule (Megascops roraimae) ist eine Art aus der Familie der Eigentlichen Eulen. Sie kommt ausschließlich in  Südamerika vor.

## Erscheinungsbild
Mit einer Körpergröße von etwa 20 bis 23 Zentimetern ist die Roraima-Kreischeule innerhalb ihrer Gattung eine kleine bis mittelgroße Art. Sie weist große Ähnlichkeit mit der Rotgesicht-Kreischeule und der Bänderkreischeule auf, denen sie auch in der Körpergröße entspricht. Sie hat aber ein deutlich dunkleres Gefieder und ist auf der Körperunterseite groß gefleckt. Die Körperrückseite wirkt quergestreift, da die Federn hier am Ende große, längliche helle Flecken haben. Die Federohren sind verhältnismäßig kurz. Die Augen sind gelb. 
Neben der Rotgesicht- und der Bänderkreischeule kann die Roraima-Kreischeule auch mit einer Unterart der Tropenkreischeule verwechselt werden. Diese hat jedoch um den Gesichtsschleier einen auffälligen dunklen Rand, der bei der Roraima-Kreischeule fehlt. 

## Verbreitung und Lebensraum

Verbreitungsgebiet (grün) der Roraima-Kreischeule

Das Verbreitungsgebiet der Roraima-Kreischeule sind Bergregionen in Venezuela und dem angrenzenden Brasilien. Sie ist ein Standvogel, der Regenwälder an den Berghängen besiedelt. Die Höhenverbreitung reicht von etwa 1.000 bis 1.800 Meter über NN.   

## Lebensweise
In ihrer Lebensweise gleicht die Roraima-Kreischeule anderen Kreischeulen. Sie ist vermutlich eine ausschließlich nachtaktive Eulenart, deren Nahrungsspektrum überwiegend aus Insekten besteht. Daneben schlägt sie wahrscheinlich auch kleine Wirbeltiere. Sie brütet in Baumhöhlen. Ansonsten ist über ihre Lebensweise nichts bekannt.

## Belege